# Zostérops de Sao Tomé
Zosterops lugubris
Espèce
Synonymes
- Speirops lugubris Hartlaub, 1848

Statut de conservation UICN

 LC  : Préoccupation mineure
Le Zostérops de Sao Tomé (Zosterops lugubris anciennement Speirops lugubris) est une espèce d'oiseaux de la famille des Zosteropidae.

## Répartition
Cet oiseau est endémique de São Tomé à Sao Tomé-et-Principe (dans un territoire estimé à 860 km²).